# BV-4023
La BV-4023 és una carretera del Berguedà que discorre pel terme municipal de la Nou de Berguedà. La B correspon a la demarcació de Barcelona, cosa que indica la seva antiga pertinença a la Diputació de Barcelona. Actualment pertany a la Generalitat de Catalunya, i la V a l'antiga xarxa de carreteres veïnals. El seu nom complet és Branc al Santuari de Nostra Senyora de Lourdes, a la Nou de Berguedà.
Travessa el terme municipal de La Nou de Berguedà, a la comarca del Berguedà.

## Construcció
Aquesta carretera va ser inaugurada a l'abril de 1971, conjuntament amb la carretera BV-4022.

## Recorregut
El recorregut és pràcticament pla, finalitzant en una gran esplanada que fa d'aparcament al davant del santuari de Lourdes de La Nou de Berguedà.
La durada del trajecte complet és de:
- 1', amb vehicle lleuger i en condicions de sense trànsit.
- 2', en bicicleta.
- 2', a peu pel voral.

Té l'origen en el punt quilomètric 4,8 de la carretera BV-4022, al marge dret i segueix a cota inferior a l'anterior carretera fins a trobar el Santuari de Lourdes. Del seu punt final i passat l'aparcament, hi ha dues sortides més:
- Una, cap al camí pavimentat d'asfalt que marxarà cap a sud i al municipi de Vilada, enllaça amb la carretera C26.
- L'altra, cap a la carretera BV-4022, just al seu punt quilomètric 5, a l'entrada de la població de La Nou de Berguedà.